# Baía de Antongil
A baía de Antongil é uma baía da região nordeste da ilha de Madagáscar, no sudeste da África. Localizada na província de Toamasina (em Analanjirofo), Antongil é a maior baía deste país, recebendo a Corrente Sul Equatorial do Oceano Índico e protegida das ondulações do sudeste e dos ventos pela península de Masoala (onde se localiza o Parque Nacional de Masoala). Fica em uma área de grande pluviosidade, cercada por exuberantes florestas tropicais, com nove rios fluindo para ela (incluindo os rios Antainambalana, um dos maiores rios da região, e Ambanizana) e dotada de recifes de coral e manguezais, em sua costa; com a ilha Nosy Mangabe (com 5,2 quilômetros quadrados) e a cidade de Maroantsetra ao norte, enquanto a cidade de Mananara Nord se localiza ao sul.